# Mária Telkes

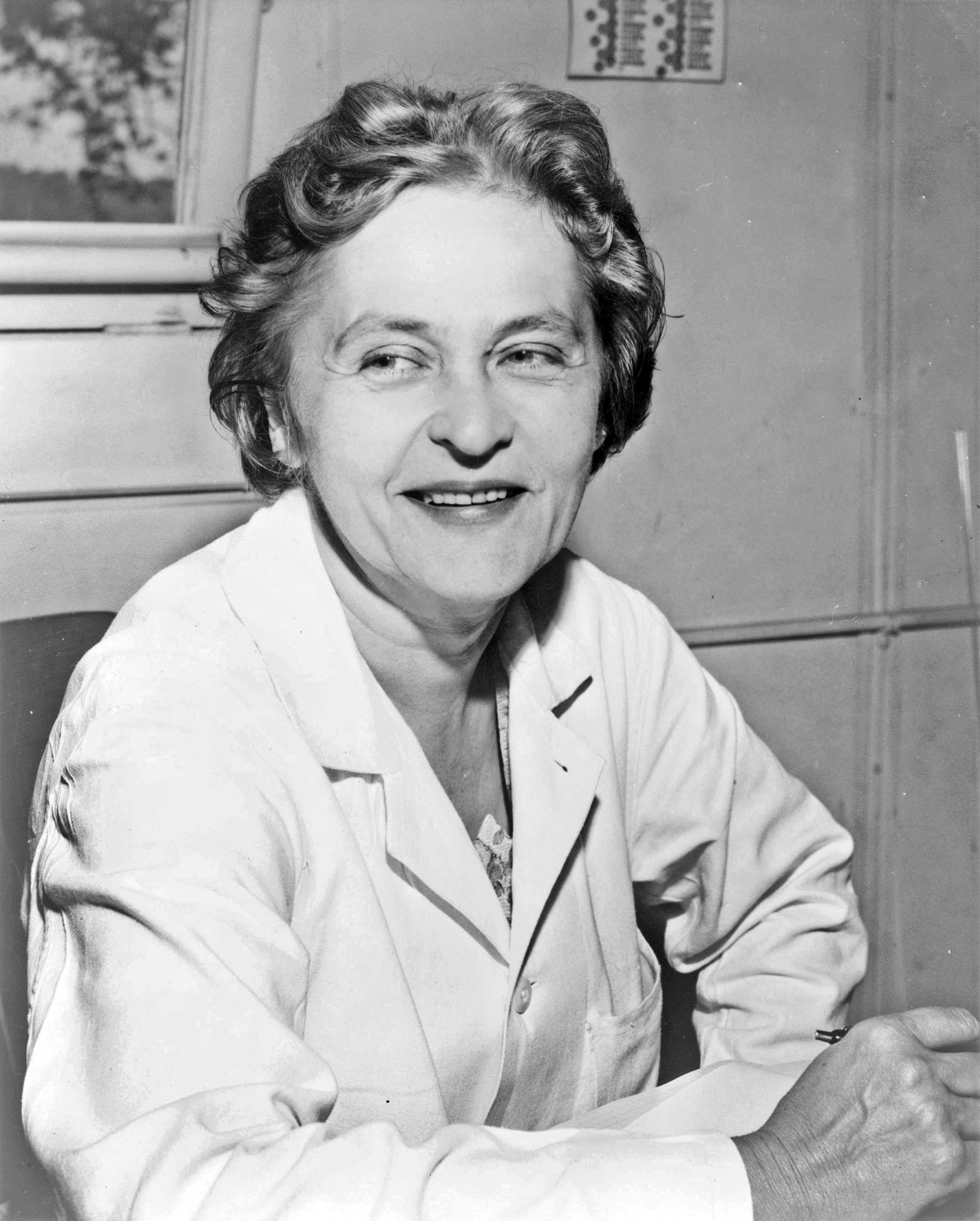
Mária Telkes in 1956

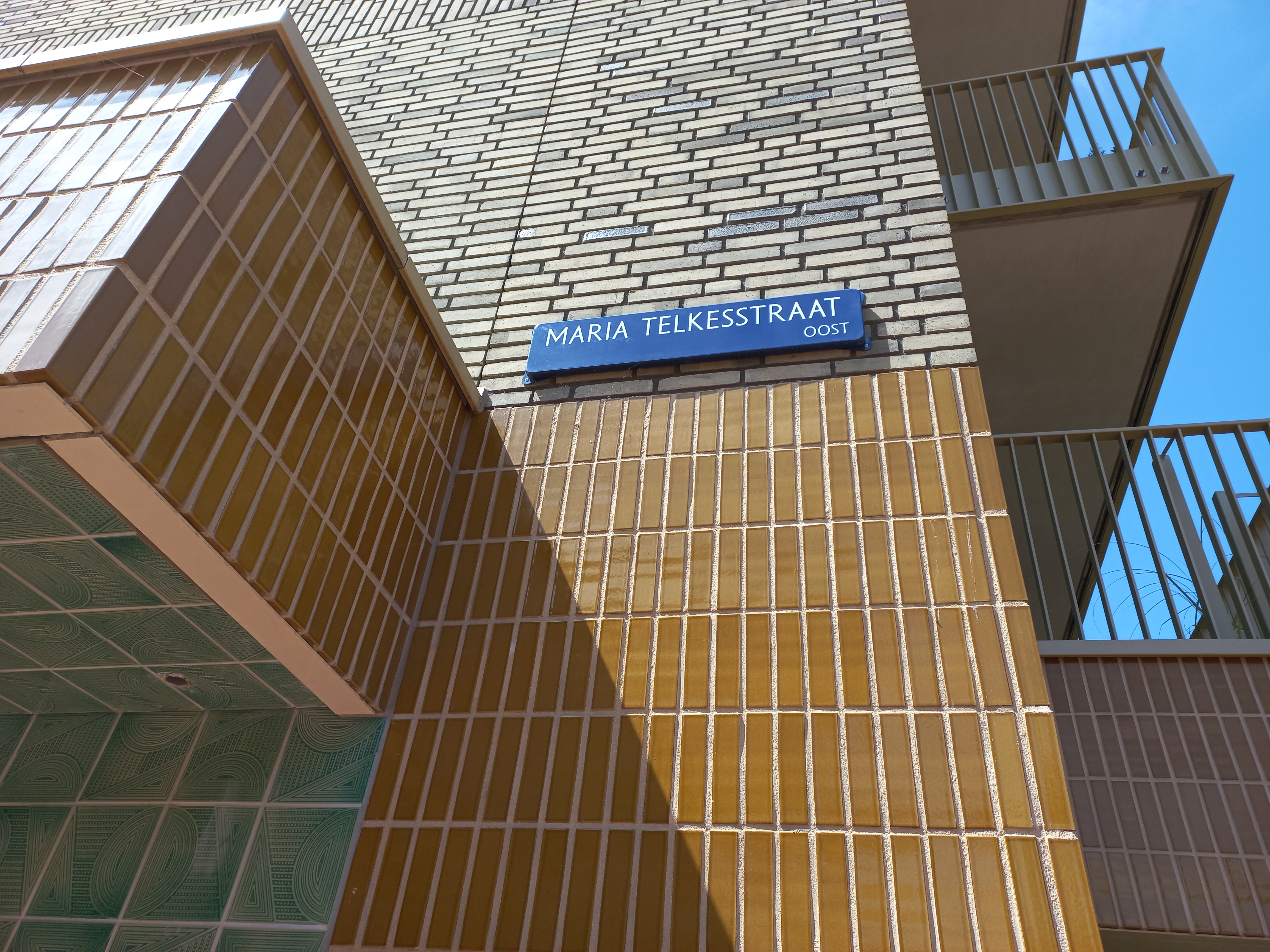
Straatnaambord in Amsterdam (juni 2022)

Mária Telkes (Boedapest, 12 december 1900 – 2 december 1995) was een Hongaars–Amerikaans onderzoekster gespecialiseerd in technologieën op zonne-energie. Ze werd bekend met het ontwikkeling van de eerste thermo-elektrische stroomgenerator in 1947. Telkes ontwierp in de jaren veertig het eerste huis op zonne-energie.

## Biografie
Telkes behaalde haar Ph.D. in analytische scheikunde te Hongarije om vervolgens uit te wijken naar de VS en aan het Massachusetts Institute of Technology te werken.
Ze ontwikkelde verschillende systemen met energie, waaronder de eerste thermo-elektrische stroomgenerator in 1947, de eerste thermo-elektrische koelkast in 1953 via halfgeleiders, een ontzouttoestel op zonne-energie voor op reddingssloepen en een zonneoven. In de jaren zeventig verhuisde ze naar Texas en richtte een aantal firma's op rond zonne-energie.
In 1952 kreeg Telkes als eerste vrouwelijke ingenieur een onderscheiding. Deze ontving zij voor haar onderzoek en haar bijdrage aan zonnetechnologie.

## Erkentelijkheden
- 1945 – OSRD Certificate of Merit for the Desalination Unit[3]
- 1952 - Society of Women Engineers Award
- 1977 - Charles Greeley Abbot Award van de American Solar Energy Society
- 2012 – Opgenomen in de National Inventors Hall of Fame
- 2019 - Amsterdam benoemt de Maria Telkesstraat
- 2024 - Een duurzaam hofje in de Nijmeegse geleerdenbuurt krijgt, op initiatief van de bewoners zelf, de naam Mária Telkeshof

## Uitvindingen
- Distilleervat: Telkes ontwierp een plastic ballon om zeewater om te zetten in drinkwater. Deze uitvinding werd meegenomen op reddingsboten van de Amerikaanse marine en redde het leven van veel zeelieden. De uitvinding wordt ook gebruikt in ontwikkelingslanden en op plekken waar drinkwater schaars is. In 1945 beloonde het OSRD (Office of Scientific Research and Development) haar met een certificaat voor haar uitvinding.[4]
- Zonneoven: in opdracht van het Ford Foundation ontwierp Telkes een oven op zonne-energie. De oven kan een temperatuur van 220 graden Celsius bereiken. Deze oven kan op plekken gebruikt worden waar geen elektriciteit beschikbaar is.[2]